# Успение Богородично (Колокитаки)
Вижте пояснителната страница за други значения на Успение Богородично.
„Успение Богородично“ (на гръцки: Κοίμησης Θεοτόκου) е възрожденска православна църква, в изоставеното гревенско село Колокитаки, Егейска Македония, Гърция, част от Гревенската епархия.
Колокитаки е разположено на 710 m надморска височина между Пилори и Книди. Според надписа в конхата на светилището църквата е построена в 1747 година. В двора ѝ има гробище със стари кръстове от местен камък. В архитектурно отношение е еднокорабен каменен храм с дървен покрив и нартекс на запад. В градежа са използвани два реда греди. Входовете са три от юг – един за притвора и два към наоса. В храма има забележителен дървен резбован иконостас и следи от стенописи от 1741 година.
Храмът пострадва от пожар в 1970 – 1975 година, както и от Гревенското земетресение на 13 май 1995 година.